# Håtjärnen (Älvros socken, Härjedalen)
Håtjärnen är en sjö i Härjedalens kommun i Härjedalen och ingår i Ljusnans huvudavrinningsområde. Sjön har en area på 0,111 kvadratkilometer och ligger 377,1 meter över havet.

## Delavrinningsområde
Håtjärnen ingår i det delavrinningsområde (688459-143685) som SMHI kallar för Ovan Linan. Medelhöjden är 360 meter över havet och ytan är 9,48 kvadratkilometer. Räknas de 16 avrinningsområdena uppströms in blir den ackumulerade arean 226,43 kvadratkilometer. Norrälven som avvattnar avrinningsområdet har biflödesordning 2, vilket innebär att vattnet flödar genom totalt 2 vattendrag innan det når havet efter 227 kilometer. Avrinningsområdet består mestadels av skog (69 procent) och sankmarker (22 procent). Avrinningsområdet har 0,11 kvadratkilometer vattenytor vilket ger det en sjöprocent på 1,2 procent.